# Gurglbach
Gurglbach, ook wel Gurgl genaamd, is een linkerzijrivier van de Inn en stroomt door het Gurgltal in de Oostenrijkse deelstaat Tirol.

## Ligging en lop
Zijn oorsprong bevindt zich in de bergen in de buurt van de Fernpas, waar ook de Loisach ontspringt. De Gurglbach stroomt vervolgens door de Fernsteinsee op 948 meter hoogte en ontvangt vlak voordat zij Nassereith bereikt het water uit de Tegesbach, die onder andere het gebied rondom de Heiterwand ontwatert. In Nassereith mondt de Strangbach, die de Marchbach afkomstig van de Holzleithensattel reeds heeft opgenomen, uit in de Gurgl. Ten zuiden van Tarrenz mondt de Salvesenbach, ontspringend bij Hahntennjoch in de Lechtaler Alpen, uit in de rivier. In het oosten van Imst voegt het water uit de Schinderbach en de Pigeralpbach zich bij de Gurglbach. De Gurglbach mondt ten slotte ten zuiden van Imst en Karrösten uit in de Inn.,
Vanaf een klein stuwmeer bij Imst wordt het riviertje ook wel Biger, Bigerbach (Biger Bach), Piger of Pigerbach (Piger Bach) genoemd.

## Linker zijriviertjes
- Klausbach
- Strangbach (Roßbach, Marienbergbach)
  - Pleisenbach
  - Marchbach

## Rechter zijriviertjes
- Tegesbach
  - Reissenschuhbach
  - Hinterer Karlebach
  - Vorderer Karlebach
- Breitenseebach
- Klammenbachl
- Salvesenbach
  - Alpeilbach
  - Hinterer Bachl
  - Vorderer Bachl
- Pigeralpbach
  - Schinderbach
  - Malchbach

## Geschiedenis van de Gurglbach en toevoerende rivieren
Reeds in 1274 zorgde een rotslawine, veroorzaakt door het wassende water van de Malchbach, voor verwoesting van de Johanniskirche in Imst. Op 15 juli 1749 richtte de Gurglbach grote verwoestingen aan in het gebied rondom Imst. In 1830 zorgde een uitbraak van de Tegesbach, een van de toevoerende riviertjes, nabij Nassereith voor verwoesting van de straat door het dal en een achttal bruggen. Ook de Salvesenbach trad in dat jaar bij Tarrenz buiten zijn oevers. In 1851 zouden alle beken in het Gurgltal buiten hun oevers zijn getreden. Op 12 mei 1868 traden de Gurglbach en de Strangbach bij plots intredende dooi nabij Nassereith uit zijn oevers en overstroomde meerdere huizen. Sindsdien heeft met name de Salvesenbach nog meerdere malen voor overstromingen gezorgd, te weten in 1949, 1952, 1959, 1965, 1967 en 1969. Ook de Roßbach stroomde over in 1881, 1910, 1959, 1965 en 1970, waarbij meerdere huizen onderliepen en meermaals een brug werd verwoest. Een overstroming van de Malchbach op 8 juli 1952 verwoestte in Imst meerdere bruggen, waaronder die bij de Johanniskirche. Op 12 augustus 2002 trad de Pigeralpbach bij Imst buiten zijn oevers.
- Virtual International Authority File: 242738946